# Лажна скривалица
Лажна скривалица (лат. Arethusana arethusa) врста је лептира из породице шаренаца (лат. Nymphalidae).

## Опис врсте
Крила држе склопљено, тако да их је тешко уочити када мирују.

## Распрострањење и станиште
Јављају се крајем лета и понегде веома бројно. Насељавају сува места са оскудном вегетацијом и камењаре. Живи у јужној Европи и делу средње.

## Биљке хранитељке
Хране се травом Поацеае.